# Sword in the Moon - La spada nella Luna
Sword in the Moon - La spada nella Luna è un film sudcoreano del 2003 diretto da Kim Eui-seok.

## Trama
Verso la fine della Dinastia Joseon, viene creata un'unità militare d'élite per garantire la pace e la sicurezza del regno. Al suo interno, i due migliori guerrieri, Ji-hwan e Kyu-yup, sono anche amici inseparabili. Ma un complotto politico costringe Gyu-yup ad uccidere non solo il suo stesso maestro, ma anche Ji-hawn. Cinque anni dopo, Gyu-yup, divenuto un soldato freddo e crudele, indaga su una serie di omicidi politici mirati ai partecipanti al complotto. La scoperta di una spada recante il simbolo della vecchia unità d'élite di Gyu-yup conferma il sospetto che dietro agli omicidi vi sia la mano di Ji-hwan.